# Perkuć
Perkuć – mała osada leśna w Polsce położona w województwie podlaskim, w powiecie augustowskim, w gminie Płaska. Leży na obszarze Puszczy Augustowskiej w sąsiedztwie śluzy Perkuć na Kanale Augustowskim.
W latach 1975–1998 miejscowość administracyjnie należała do województwa suwalskiego.